# Varangu (Haljala)
Varangu – wieś w Estonii, w prowincji Virumaa Zachodnia, w gminie Haljala.